# Hystricia etythrina
Hystricia etythrina är en tvåvingeart som först beskrevs av Jacques-Marie-Frangile Bigot 1888.  Hystricia etythrina ingår i släktet Hystricia och familjen parasitflugor. Inga underarter finns listade i Catalogue of Life.